# Jean Galfione
Jean Galfione (Paris, 9 de junho de 1971) é um ex-atleta francês, campeão olímpico do salto com vara em Atlanta 1996.
Filho de uma família de esportistas, começou a praticar o salto com vara aos 13 anos, quando praticava o decatlo, e incentivado por seu treinador, passou a dedicar-se apenas à modalidade. Em 1988, estabeleceu o recorde junior francês de 5m16. Em 1990, venceu o Campeonato Mundial de Atletismo Júnior, em Plovdiv, na Bulgária, saltando 5,45m. Em 1991, atingiu a marca de 5,90 m num torneio no Stade de France, em Saint-Denis.
Seu primeiro bom resultado em torneios adultos de expressão internacional veio no Campeonato Mundial de Atletismo de 1993, em Stuttgart, na Alemanha, com um oitavo lugar na prova. Em 1994, saltou 5,94m e no ano seguinte conseguiu sua primeira medalha a nível mundial, com o bronze no Campeonato Mundial de Atletismo de Helsinque.
Em 2 de agosto de 1996, em Atlanta, Galfione tornou-se campeão olímpico do salto com vara, após quatro horas e meia de prova e de um duelo com o russo Igor Trandenkov, ultrapasando da marca de 5,92m, novo recorde olímpico. O favorito da competição, Sergei Bubka, não conseguiu classificação para as finais, devido a uma contusão.
Em março de 1999, consegue sua melhor marca no Campeonato Mundial Indoor de Maebashi, no Japão, ultrapassando os 6,00m. Durante a temporada de 2000, ele sofre várias lesões incluindo uma tendinite no tornozelo e, mesmo classificando-se para os Jogos Olímpicos de Sydney, não consegue passar da fase de classificação.
Mais problemas físicos, desta vez no tendão de Aquiles, que causam uma operação e seu afastamento das temporadas de 2001 e 2002, fazem o atleta abandonar a carreira no início de 2005, aos 34 anos.
Depois de aposentado dos estádios, ele dedicou-se a seu hobby, a vela, e chegou a participar de regatas transatlânticas. Hoje é comentarista de esportes de um canal de televisão em seu país.